# Комакі (аеропорт)
Аеропорт Комакі (IATA: NKM, ICAO: RJNA) - аеропорт, що обслуговує Нагою та префектуру Айчі. До 2005 року був головним аеропортом Нагої, до відкриття аеропорту Тюбу. До 2005 року приймав іноземні та внутрішні рейси. Зараз же спеціалізується на внутрішніх перевезеннях. Став відомий після  авіакатастрофи Рейсу 140 China Airlines, що сталася 26 квітня 1994 року, коли літак Airbus A300 потерпів катастрофу на ЗПС аеропорту. 271 людина загинула, 7 вижило. Найбільша авіакатастрофа в історії авіакомпанії China Airlines. Єдина авіакомпанія для є хабом аеропорт Комакі - це Fuji Dream Airlines.